# Mundsa
La «mundsa» (μούντζα) o faskéloma (φασκέλωμα) es el gesto obsceno tradicional entre los griegos; consiste en mostrar la palma de la mano con los dedos abiertos ante la persona que se quiere insultar. Cuanto más se acerca la mano a la cara de la otra persona, más ofensivo se considera el gesto. Suele acompañarse con las expresiones «να» (na), «παρ'τα» (pár'ta) u «όρσε» (órse), que significan «¡Toma!».

## Uso

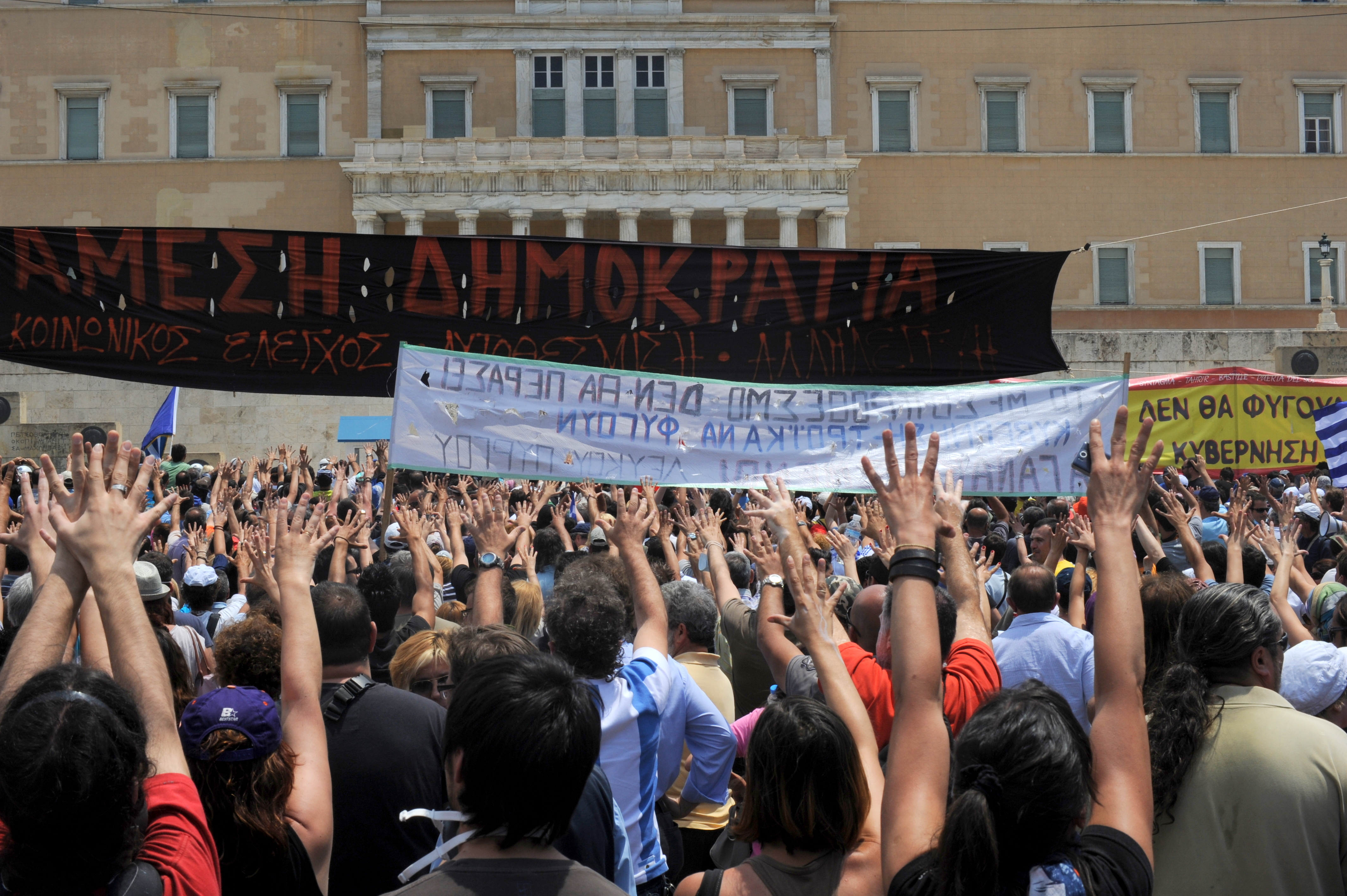
Gente haciendo mundsas al Parlamento Griego durante las protestas de 2010-2013. A la izquierda aparece una mundsa doble; a la derecha, una simple.

La persona que insulta extiende la mano en dirección al rostro del insultado, mostrándole la palma y los dedos estirados. Debe dar la impresión de que le está pegando la mano a la otra persona en la cara, aunque se encuentre lejos de ella. Para dar énfasis, en ocasiones la mundsa se hace con las dos manos (mundsa doble): una mano abierta golpea a la otra por detrás.
Una variación de la mundsa, es la mundsa cerrada, consistente en mostrar el puño al interlocutor y decirle «φύσα» (fisa), que significa sopla, para abrir los dedos.
Cuando una persona griega quiere indicar el número cinco a alguien, tiene cuidado de no abrir demasiado los dedos, o bien muestra el anverso de la mano a su interlocutor, para que este no interprete el gesto con una mundsa.

## Origen
El uso de la mundsa se remonta a la época del imperio Bizantino, y hace referencia al castigo que se aplicaba en casos de faltas leves. El juez se llenaba la mano de ceniza y ensuciaba (tiznaba) la cara de la persona condenada, para marcarla y que quedase humillada al verla la gente. Actualmente en griego moderno existen las palabras μουντζούρα (muntsura) y μουντζουρώνω (muntsurono), que significan respectivamente manchón o borrón y emborronar, tiznar.
Otras fuentes apuntan a que el uso de la mundsa es aún más antiguo y lo datan en la Antigua Grecia. Según esto, en los misterios eleusinosse utilizaba un gesto equivalente a la mundsa para acompañar a las maldiciones que se dirigían al enemigo, es decir, las fuerzas malignas, para expulsarlas. Sin embargo, esta versión sobre el origen de la mundsa se ha cuestionado duramente.
Una tercera versión sobre el origen de este gesto propone que surgió en la antigua Grecia como forma de representar el pubis femenino o el acto sexual. Según refiere Ovidio, la persona que insultaba no extendía entonces todos los dedos de la mano, sino que mantenía estirado el pulgar y, perpendicularmente, el índice y el corazón, y los otros dos dedos quedaban doblados. Los griegos, según Ovidio, llamaban a este gesto higo, y los romanos pensaban al principio que los griegos lo usaban para expulsar fuerzas demoníacas, pues en otros pueblos mostrar la palma de la mano, y con una postura similar de los dedos, estaba vinculado con maldiciones y exorcismos (se consideraba un talismán). No obstante, en la práctica se trataba de un grave insulto y expresión de desprecio que sobrevivió hasta la época bizantina.

## Alrededor del mundo
La mundsa se utiliza también en otros países del mundo, además de Grecia y Chipre, aunque no tiene el mismo significado en todas las culturas que lo usan.
- En Armenia, empujar abruptamente la palma de la mano hacia alguien significa «Maldecir», pero también puede significar «No te soporto más» si lo realiza una pariente cercana o una amiga (principalmente madre o abuela).
- En la cultura iraquí y aramea, empujar abruptamente la palma de la mano hacia alguien significa que es digno de vergüenza y deshonroso.
- En Pakistán, mostrar la palma de la mano a alguien se considera un insulto, si al mismo tiempo se dice: «Laanat», que significa maldición.
- En el Golfo Pérsico, mostrar las palmas de las dos manos a alguien después de dar una palmada y decir: «Malat alaik» es un insulto. Suelen realizarlo las mujeres, puesto que no se considera un gesto muy masculino.
- En Norteamérica, desde los años noventa, existe un gesto similar que acompaña a la expresión «Háblale a la mano»: mostrando la palma de la mano, con los dedos extendidos, a otra persona y decirle que le hable a la mano (porque la cara no está prestando atención) significa que la otra persona está perdiendo el tiempo hablando y es mejor que se calle. Antes de esa década era común como expresión de desagrado el extender la mano.
- En México, este gesto puede usarse para saludar (agitando la mano), pero si se deja fija o se mueve repetidamente hacia el interlocutor significa «Vas a ver/Ya verás/Ya lo verás», es decir, una advertencia de que el hablante va a ir a contarle a una figura de autoridad (padre, profesor, director, etc.) alguna broma o travesura que el interlocutor haya hecho. Se suele usar con niños para asustarlos y que se comporten correctamente.
- En Panamá, además de significar un saludo como en México, también se usa para amenazar al interlocutor de que se le va a castigar o tomar algún tipo de represalia contra él en un momento posterior y más adecuado (en el caso de un castigo físico, cuando no haya riesgo de ser cazado impartiéndolo).
- En Chicago, la mundsa se utilizó en una simulacro de «calcomanía de la ciudad» en 2012 luego de una controversia sobre las ideas de diseño de una calcomanía oficial de estacionamiento de la ciudad en honor a los socorristas. En la pegatina parodia, la mundsa se muestra con el dedo medio cortado para representar al alcalde de Chicago, Rahm Emanuel, quien perdió parte de su dedo medio mientras cortaba rosbif en la escuela secundaria.[3]